# Axoclinus lucillae
Axoclinus lucillae es una especie de pez de la familia Tripterygiidae en el orden de los Perciformes.

## Morfología
Los machos pueden llegar alcanzar los 3 cm de longitud total.

## Hábitat
Es un pez marino demersal de clima tropical.

## Alimentación
Come pequeños invertebrados y algas.

## Distribución geográfica
Se encuentra en el Pacífico oriental central: desde México hasta el Perú.

## Observaciones
Es inofensivo para los humanos